# Laeliaena sahlbergi
Laeliaena sahlbergi är en skalbaggsart som beskrevs av Champion 1920. Laeliaena sahlbergi ingår i släktet Laeliaena och familjen vattenbrynsbaggar. Inga underarter finns listade i Catalogue of Life.